# Vicia pampicola
Vicia pampicola är en ärtväxtart som beskrevs av Arturo Erhardo Erardo Burkart. Vicia pampicola ingår i släktet vickrar, och familjen ärtväxter. Inga underarter finns listade i Catalogue of Life.